# Bremsbelag

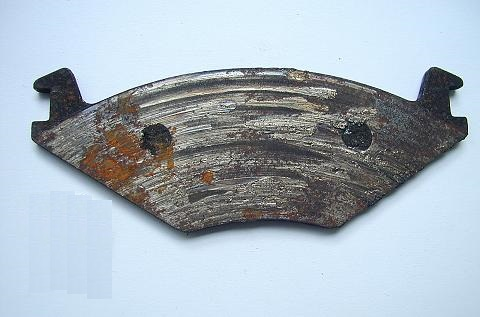
Bremsklotz mit verschlissenem Bremsbelag (Pkw)

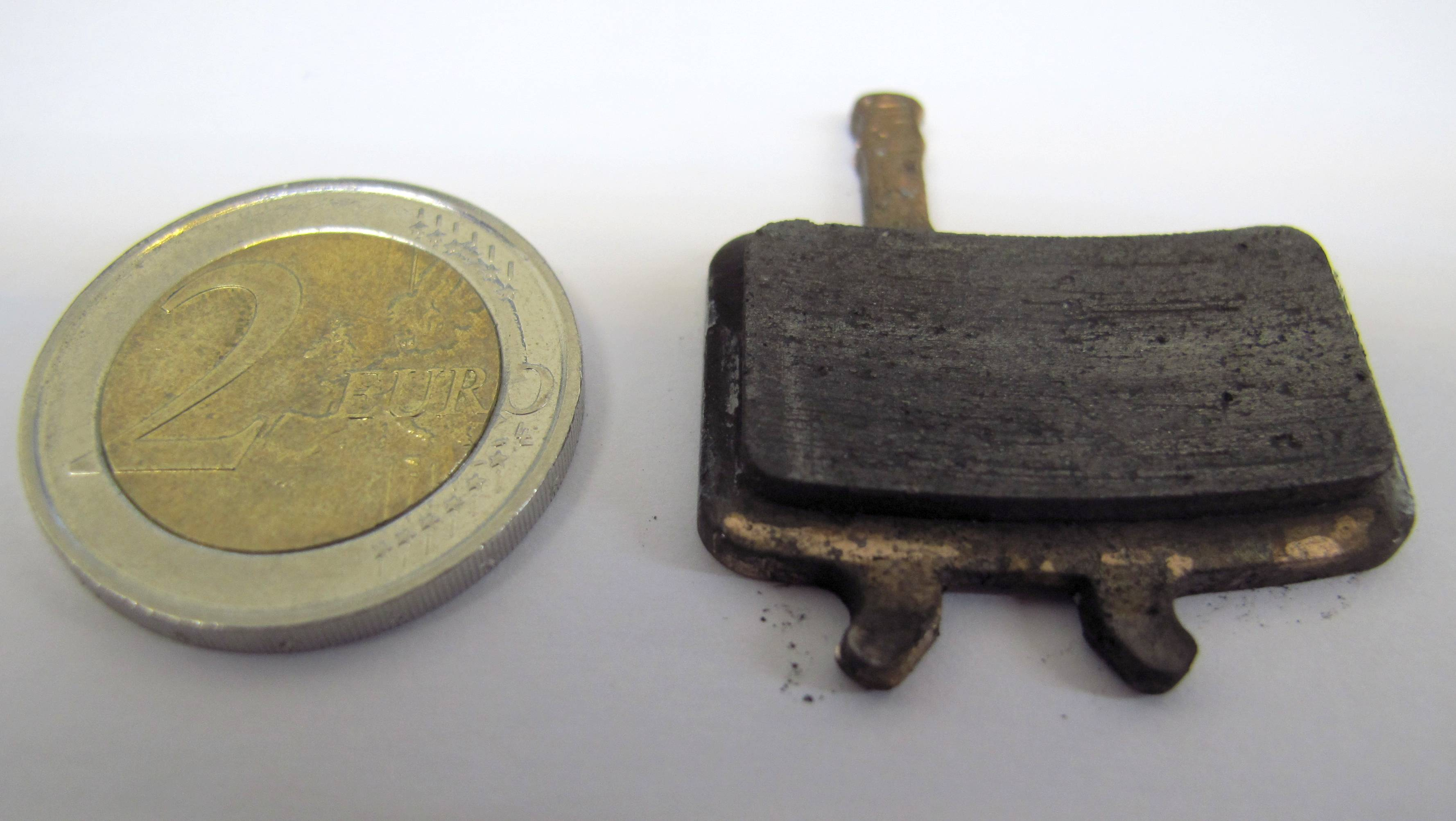
Bremsklotz einer Scheibenbremse am Fahrrad

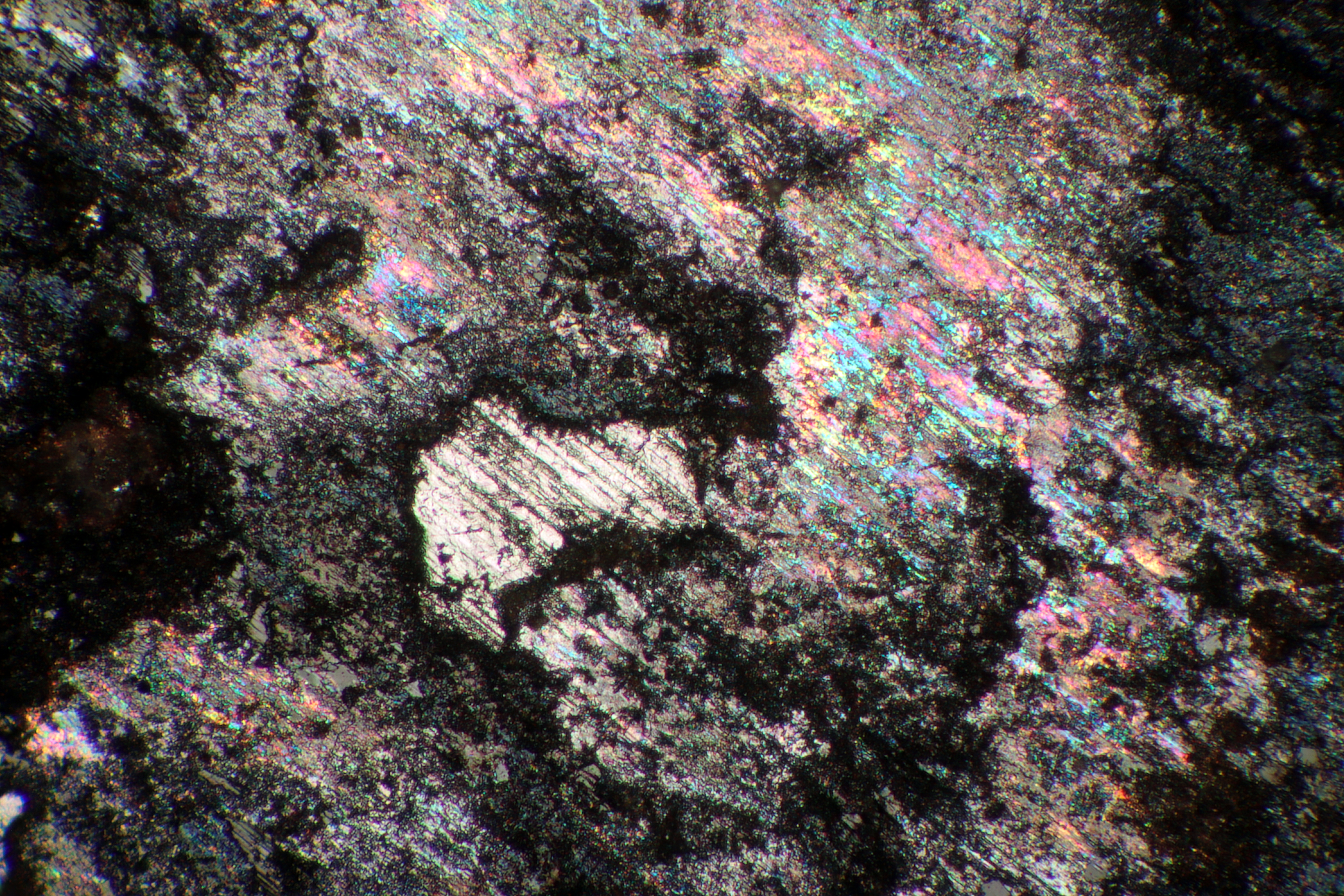
Bremsbelag (Pkw) mikroskopisch, aufgenommen mit achtfacher Vergrößerung im Auflicht

Ein Bremsbelag ist Bestandteil des Bremsklotzes einer Bremse, der an einem sich bewegenden Element reibt, dabei verschleißt und durch die Umwandlung von Bewegungsenergie in Wärme eine Bremsung (Verzögerung) vollzieht.
Bremsbeläge werden mit Trägerbauteilen zu Bremsklötzen verbunden. Sie werden dazu auf das Trägerelement geklebt oder genietet, an- oder eingegossen oder formschlüssig befestigt (z. B. geklemmt).
Handelsübliche Bremsbeläge bestehen im Wesentlichen aus Reibmitteln und Bindemitteln.
Gummibremsbeläge für Stempel- und Felgenbremsen am Fahrrad bestehen aus Elastomeren, die auf bestimmte Anforderungen abgestimmt werden können, wie etwa dem Bremsverhalten bei Nässe oder die Verwendung mit Stahl- oder Aluminiumfelgen.

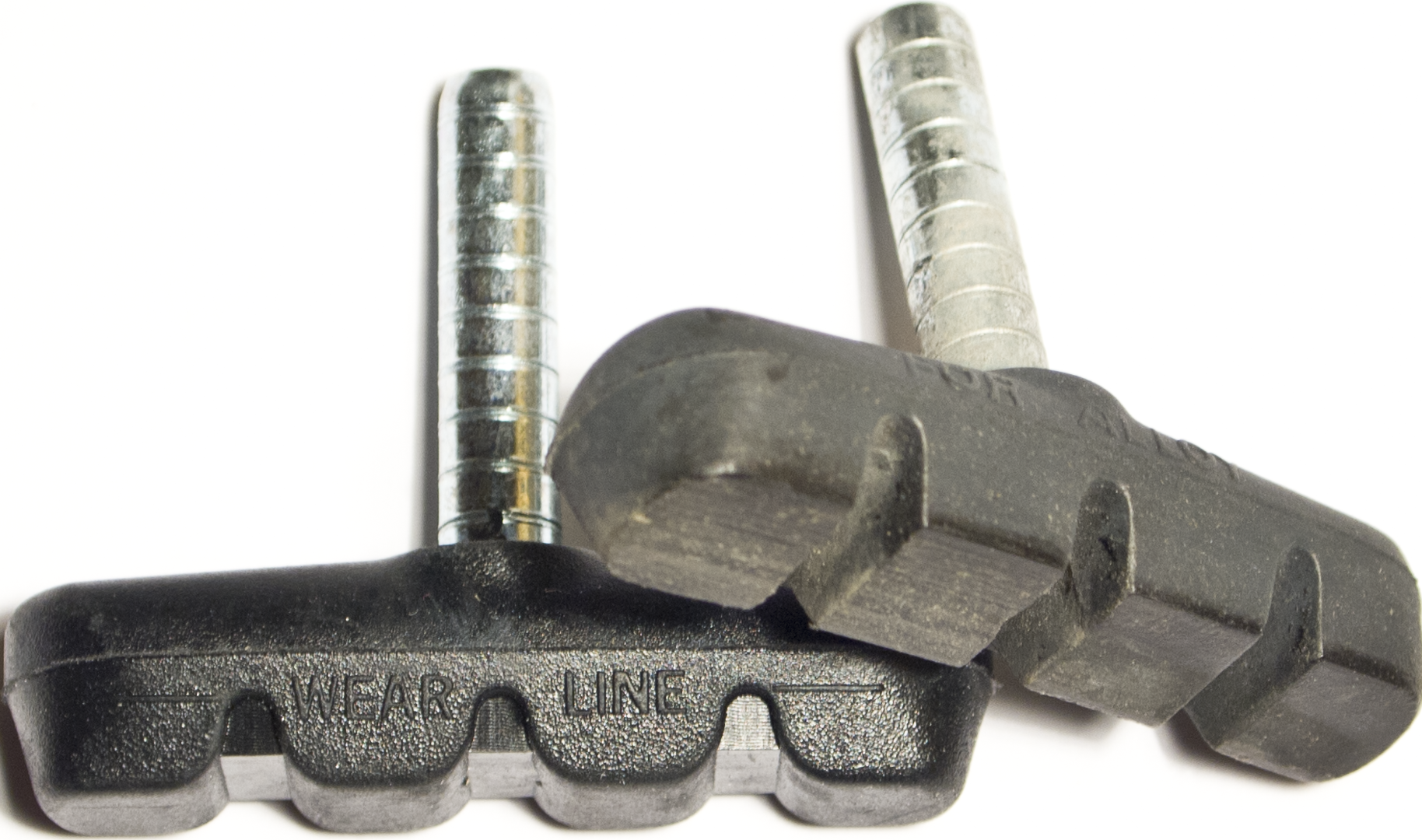
Bremsklötze für Fahrrad-Cantileverbremsen, bei denen der Belaghalter vom Gummi umformt ist.

## Herstellung
Die Mischung aus Kunstharz und Reibmittel wird in Form gepresst und anschließend durch Hitze und Druck oder Vulkanisation ausgehärtet. Metallische Reibmittel können auch einen Sinterungsprozess durchlaufen. Die Reibmittelhalbzeuge werden dann auf Trägerplatten für Scheibenbremsen oder auf Bremsbacken für Trommelbremsen durch Kleben oder Nieten aufgebracht. Belaghalter für Bremsklötze von Felgenbremsen an Fahrrädern werden teilweise anvulkanisiert.

## Bindemittel
Als Bindemittel für Trommel- und Scheibenbremsbeläge werden überwiegend Duroplaste (Kunstharze) eingesetzt, die von Natur aus hitzebeständig sind, häufig Phenol-Formaldehyd-Harze oder Polyacrylnitril.
Graphit kann zugleich als Reib- und als Bindemittel dienen.
Es gibt Forschungsansätze, kostengünstigere und umweltfreundlichere Bindemittel auf der Basis von Zement zu entwickeln.

## Reibmittel
Als Reibmittel werden unter anderem Metalle wie Kupfer, Messing, Eisen oder Grauguss, mineralische oder organische Fasern, die Sulfide von Eisen, Kupfer, Antimon (Antimontrisulfid), Zink, Zinn oder Molybdän, sowie früher auch Blei, Asbest und Schwerspat (Bariumsulfat) verwendet.

### Reibmittelkategorien bei Kraftfahrzeugen
Bremsbeläge für Kraftfahrzeuge werden international in vier Reibmittelkategorien eingeteilt. Sie unterscheiden sich in ihrer Zusammensetzung und den damit verbundenen Eigenschaften der Bremsbeläge.

#### Semi-Metallic
Reibmittel der Kategorie „Semi-Metallic“ enthalten 30 bis 65 % Metall (Stahl, Eisen, Kupfer, Messing etc.) gemischt mit Graphit, Füllstoffen und Bindemitteln. Diese Beläge haben den Ruf niedriger Kosten bei einer langen Haltbarkeit und eines guten Heißbremsverhaltens, aber auch eines hohen Verschleißes der Bremsscheibe und der Anfälligkeit für Quietschen.

#### Low-Metallic
Reibmittel dieser Kategorie enthalten Fasern aus Glas, Gummi, Karbon oder Aramiden, gemischt mit einem Anteil von 10 bis 30 % an Metall, meist Kupfer oder Stahl. Diese Beläge stehen im Ruf eines besseren Heißbremsverhaltens, besonders bei hohen Geschwindigkeiten. Auf der Negativseite werden Bremsstaub und Quietschneigung genannt.

#### Organic
Reibmittel der Kategorie „Organic“ (manchmal auch „Non Asbestos Organic“ (NAO) genannt) enthalten ebenfalls organische oder mineralische Fasern. Ferner bestehen sie aus Füllstoffen und temperaturresistenten Kunst- bzw. Naturharzen. Diese Beläge gelten als weicher, leiser,  haben jedoch einen höheren Verschleiß bei thermischer Belastung. Sie verschleißen die Bremsscheibe weniger und entwickeln weniger sichtbaren Bremsstaub.

#### Ceramic
Reibmittel der keramischen Kategorie sind relativ neu, keramische Beläge wurden erstmals 1985 von Fahrzeugherstellern eingesetzt. Diese Reibmittel bestehen aus keramischen Fasern, Füllstoffen, Bindemitteln. Diese Beläge sind gewöhnlich heller, leiser, aber auch teurer als andere Beläge und verschleißen  Bremsscheiben schneller. Sport- und Luxuswagen haben manchmal Bremsbeläge aus mit Kohlenstofffasern verstärktem Siliciumcarbid.

### Reibmittel für Fahrrad-Scheibenbremsen
Für Bremsbeläge für Scheibenbremsen im Fahrradbereich werden sehr ähnliche Reibmitteltechnologien genutzt. Oft werden jedoch andere Bezeichnungen als bei den Belägen für Kraftfahrzeuge verwendet.

#### Resin Brake Pads (Organische Bremsbeläge)
Die Bremsbeläge enthalten entsprechend der Reibmittelkategorie Organic bei Kraftfahrzeugen einen geringeren Anteil an Metallen und weisen dafür einen höheren Anteil an organischen oder mineralischen Fasern auf. Resin (dt.: Harz) bezieht sich auf Kunstharz als Bindemittel. Sie sind im Betrieb geräuscharmer und nutzen die Bremsscheiben weniger ab, neigen aber bei starker Belastung zum Verglasen und damit zur Verringerung der Reibwirkung und haben eine kürzere Standzeit.

#### Sinter Brake Pads (Metallische Bremsbeläge)
Diese Beläge enthalten einen hohen Anteil an unterschiedlichen Metallen, die als Metallpulver in einem Sinterungsprozess miteinander verbunden werden. Die Beläge haben eine längere Standzeit, sind relativ hitzebeständiger und neigen daher weniger zum Nachlassen der Bremswirkung bei intensiver Benutzung und sind unempfindlicher gegen Schmutz und Nässe. Als nachteilig gilt die höhere Abnutzung der Bremsscheiben und mögliche Geräuschentwicklung.

### Schienenfahrzeuge
Bei Schienenfahrzeugen mit Scheibenbremsen kommen ähnliche Zusammensetzungen wie bei Kraftfahrzeugen zum Einsatz, die jedoch an die hohen Laufleistungen und Temperaturen angepasst sind. In der Regel handelt es sich um organische oder gesinterte metallische Beläge. Bei Klotzbremsen wurde traditionell Grauguss verwendet, wegen der hohen Lärmbelästigung ist in vielen Länder inzwischen der Einsatz organischer Reibmaterialien vorgeschrieben. In der Vergangenheit wurde auch Holz verwendet, was auch heute noch bei Museumsbahnen und einigen regulären Betrieben wie den San Francisco Cable Cars oder der Toronto Subway üblich ist.

## Umweltaspekte

### Asbest
Asbestfasern besitzen eine sehr gute Hitzebeständigkeit und Abriebfestigkeit und wurden Bremsbelägen bis zu einem Anteil von 42 % beigefügt. Seit 1995 besteht für Asbest ein vollständiges Herstellungs- und Verwendungsverbot, das  2005 auf die gesamte EU ausgeweitet wurde. Eine erhöhte Asbestkonzentration lässt sich heute noch in Bereichen, in denen viel gebremst wird (Kreuzungen, Autobahnausfahrten, Landebahnen, Bahnhöfe, Parkhäusern), nachweisen.

### Umweltbelastung
Seit dem Verbot von Asbest stehen Bremsbeläge unter Beobachtung wegen ihres Beitrags zur Feinstaubbelastung.
Auch andere Bestandteile stehen im Verdacht, gesundheitsschädliche Auswirkungen zu haben.
Im US-amerikanischen Bundesstaat Washington wurde 2010 ein Gesetz zur Reduktion von umweltgefährdenden Substanzen in Bremsbelägen verabschiedet. Demzufolge dürfen Bremsbeläge seit dem 1. Januar 2014 kein Cadmium, Chrom, Blei oder Quecksilber enthalten und Asbestfasern nur zu 0,1 % Gewichtsanteilen. Seit dem 1. Januar 2021 außerdem nicht mehr als 5 % Kupfer und Kupferverbindungen, da diese für Wasserlebewesen wie den Lachs giftig sind.

## Anforderungen an Bremsbeläge
Der Bremsbelag sollte:
- eine möglichst gleich bleibende Reibungszahl im technisch definierten Temperaturbereich aufweisen, damit es bei hohen Temperaturen der Beläge nicht zum Aussetzen der Bremswirkung (Fading) kommt,
- eine Temperaturbeständigkeit bis 800 °C besitzen, um dem dauerhaften Verlust der Reibwirkung der Beläge durch Verglasen vorzubeugen,
- mechanisch belastbar und unempfindlich gegen Umwelteinflüsse wie Feuchtigkeit, salzige Medien und Schmutz sein,
- eine hohe Standzeit besitzen und gleichzeitig Trommeln, Scheiben oder auch Felgen wenig verschleißen,
- keine Umweltbelastung durch Abrieb verursachen und
- keine Geräusche wie beispielsweise Quietschen verursachen.[15]

Neue Bremsbeläge entfalten ihre volle Bremswirkung erst nach einer gewissen Einfahrzeit. Während dieser Phase gleicht sich die Belagoberfläche der Oberfläche der Scheibe bzw. Trommel an, bis sich ein gleichmäßiges Tragbild entwickelt. Innerhalb dieser Phase verändert sich auch das Material an der Kontaktfläche zur Scheibe/Trommel. Es bildet sich Reibkohle. Erst danach wird die optimale Verbindung der Reibpaarung (Bremsbelag bzw. Scheibe, Bremsbelag bzw. Trommel) und somit beim Bremsen die maximale Verzögerung erreicht.

## Verschleiß
Während des Bremsvorgangs reibt sich der Bremsbelag an der Bremsscheibe ab, daher sind Bremsklötze Verschleißteile. Bremsklötze werden mehrmals während der Nutzungsdauer eines Fahrzeuges gewechselt, häufiger als die Bremsscheiben. Bremsklötze und Bremsscheiben dürfen an Kraftfahrzeugen nur auf der gesamten Achse und nicht einseitig gewechselt werden. Da sich die  Bremsbeläge durch Abrieb an die Bremsscheiben anpassen, müssen bei einem Bremsscheibenwechsel auch die Bremsbeläge erneuert werden.

## Verschleißsensoren und Verschleißwarnsysteme
Um einen kritischen Verschleiß der Beläge an den Bremsklötzen anzuzeigen, können Bremsklötze mit Verschleißsensoren ausgestattet sein. Diese Sensoren können unterschiedlich ausgebildet sein.
Bei einer  Bauart wird die Dicke des Bremsbelages anhand dessen elektrischen Widerstandes ermittelt: Unter Anwendung des Ohmschen Gesetzes wird die Dicke des Bremsbelages zum  gemessenen Widerstand in Beziehung gesetzt. Je weniger Belag vorhanden ist, desto kleiner ist der gemessene elektrische Widerstand. Die Belagsdicke kann so relativ genau bestimmt werden.
Einfachere Verschleißsensoren funktionieren mit einem Draht, der in den letzten Millimetern des Bremsbelages eingelegt ist. Sobald der Belag so weit verschlissen ist, dass der Draht die Bremsscheibe berührt, entsteht Massekontakt und eine Kontrollleuchte leuchtet im Fahrzeug. Diese Bauart ist allerdings nicht ausfallsicher, da eine Unterbrechung der Messleitung zu keiner Anzeige führt und ein kritischer Verschleiß nicht mehr über das System erkannt werden kann. Andere Systeme ähnlicher Bauart arbeiten deshalb mit einem Zweileitersystem. Bei diesen wird in den Bremsbelag zusätzlich eine Leiterschlaufe als Masseverbindung eingearbeitet, die vor der Verschleißgrenze des Belags (meist 2–4 mm) durch die Bremsscheibe durchtrennt wird. Damit wird in jedem Fall ein kritischer Verschleiß angezeigt, auch wenn bei einem fehlerhaften elektrischen Kontakt eventuell eine Fehlwarnung ausgelöst wird.
Scheibenbremsklötze können auch über eine akustische Verschleißwarnung verfügen. Diese ist in Form eines flachen gebogenen Metallplättchens an der Rückseite der Bremsklötze angebracht, das bei abnehmender Belagstärke über die Reibung der Beläge zum Vibrieren gebracht wird. Durch diese Vibrationen entsteht  ein hoher, quietschender Ton.
Durch die Digitalisierung von Fahrzeugsystemen werden auch im Hinblick auf Bremsbelagssensoren neue Sensortechniken wie z. B. die Druckverteilung an den Bremsklötzen erforscht.

## Gesetzliche Vorschriften
Da Bremsbeläge oft im Zuge eines Fahrzeug-Service getauscht werden, gibt es dafür einen großen Markt mit einer Vielzahl von Herstellern. In der EU dürfen nur Bremsbeläge, die der Regelung ECE-R 90 entsprechen, in dem dafür freigegebenen Fahrzeug verwendet werden. Die Regelung ECE-R 90 legt unter anderem folgende Eigenschaften fest:
- gleicher Reibwert wie Originalbeläge des Fahrzeugherstellers (Abweichungen bis ±15 % erlaubt)
- Druck-, Scherfestigkeit und Werkstoffhärte
- Prüfung auf Geschwindigkeits-Sensibilität
- Asbestfreiheit
- Ein Genehmigungszeichen muss am Ersatzteil dauerhaft identifizierbar sein. Es besteht aus einem Kreis, in dem sich der Buchstabe „E“ und die Kennzahl des Landes befindet, das die Genehmigung erteilt hat und der Bezeichnung „90 R“, gefolgt von einem Bindestrich und einer Genehmigungsnummer.
- Die Verpackung der Beläge muss verklebt/versiegelt sein, um vorheriges Öffnen klar zu erkennen.
- Auf der Verpackung müssen die für den Belag zugelassenen Fahrzeuge gelistet sein.
- Jeder Verpackung müssen Montageanleitungen in einer der Amtssprachen der ECE und der Sprache des Landes, in dem sie verkauft werden, beiliegen.

Ziel dieser Regelung ist, dass Nachbau-Bremsbeläge zumindest einige Mindestanforderungen erfüllen. Bei Kfz-Teilen sind hohe Preisunterschiede zwischen Originalteilen und Nachbaumarkt vorhanden und folglich könnten ohne diese Regelung bei Kunden Zweifel an der Qualität oder Sicherheit entstehen. Speziell Webshops und in Online-Auktionshäusern tätige Kfz-Teilehändler betonen daher besonders, dass ihre Produkte diese E-Kennung aufweisen und preisen diese als besonderes Qualitätsmerkmal an.

## Anbieter
Anbieter von Bremsbelägen für den deutschen Nachbaumarkt, die der ECE-R 90 entsprechen, sind z. B. Becorit (=Wabtec FRG Holding), Bremskerl-Reibbelagwerke Emmerling, Bosch, Brembo, Continental AG (ATE, Barum), EBC Brakes, Eurobremsband (Beral), Federal-Mogul (Ferodo, Jurid, Bendix, Saxid), TMD Friction (Pagid, Textar, Mintex, Don), TRW/Lucas und PEX Automotive. 
Fahrzeughersteller produzieren selbst keine Bremsbeläge, sondern lassen diese von der Zulieferindustrie nach den eigenen Vorgaben produzieren. Mittlerweile stellt Eurobremsband nur noch vereinzelte Scheibenbremsbeläge her, hat die Hauptaufgabe aber in anderen Bereichen. Durch die Konzernaufsplittung in Eurobremsband, MAT und Federal Mogul haben sich die Standorte für (Trommel) Bremsbeläge nach Tschechien und Irland verlagert. Der Aftermarket von Beral wird über Federal-Mogul abgewickelt. Außerdem werden Beral Bremsbeläge von der Firma FRIMA in Deutschland hergestellt.

## Katalogisierung
Bremsbeläge werden nach Ordnungssystemen katalogisiert. Das gängigste Ordnungssystem in Europa ist das auch weltweit genutzte WVA-Nummern-System.